# Scaphella dubia
Scaphella dubia (лат.) — вид морских брюхоногих моллюсков из семейства Volutidae. Максимальная длина раковины 9,8 см. Донное бентическое животное, обитает на глубине 55—402 м. Встречается на западе Атлантического океана. Жизненный цикл проходит без стадии личинки трохофоры. Не является объектом промысла. Охранный статус не оценивался.